# Euphorbia mandravioky
Euphorbia mandravioky es una especie fanerógama perteneciente a la familia de las euforbiáceas. Es endémica de Madagascar en la Provincia de Antsiranana.

## Hábitat
Su natural hábitat son los bosques secos tropicales y subtropicales y áreas rocosas. Está amenazado por la pérdida de hábitat.

## Descripción
Es un arbusto o pequeño árbol que se encuentra en bosques secos en las laderas rocosas de los inselberg a una altitud de  0-499 metros.

## Taxonomía
Euphorbia mandravioky fue descrita por Jacques Désiré Leandri y publicado en Bulletin de la Société Botanique de France 104: 499. 1957.
Etimología
Euphorbia: nombre genérico que deriva del médico griego del rey Juba II de Mauritania (52 a 50 a. C. - 23), Euphorbus, en su honor – o en alusión a su gran vientre –  ya que usaba médicamente Euphorbia resinifera. En 1753 Carlos Linneo asignó el nombre a todo el género.
mandravioky: epíteto
Sinonimia
- Euphorbia capuronii Leandri (1956), nom. illeg.[5][6]